# Edward Frenkel
Edward Frenkel (Russisch: Эдуард Владимирович Френкель, Edoeard Vladimirovitsj Frenkel) (Kolomna, 2 mei 1968) is een Russische wiskundige die werkt aan representatietheorie, algebraïsche meetkunde en wiskundige natuurkunde. Hij is hoogleraar in de wiskunde aan UC-Berkeley, lid van de American Academy of Arts and Sciences en auteur van het boek Love and Math: The Heart of Hidden Reality.

## Biografie
Frenkel werd geboren in de voormalige Sovjet-Unie, als zoon van een Russische moeder en een vader met een Joodse achtergrond. Als middelbare scholier had hij oorspronkelijk interesse in kwantumfysica, maar hij begon toch hogere wiskunde te leren bij Evgeny Evgenievich Petrov. Frenkel werd niet toegelaten door de staatsuniversiteit van Moskou omwile van zijn Joodse afkomst, maar geraakte wel binnen in de Gubkin Staatsuniversiteit voor Olie en Gas. Hier volgde hij als student een seminarie van Israel Gelfand en werkte hij samen met Boris Feigin en Dmitry Fuchs.
Hij werd uitgenodigd voor een doctoraat aan Harvard, die hij in 1991 afrondde. Sinds 1997 is hij hoogleraar aan UC Berkeley.

## Wiskundig werk
Zijn recent werk focust op het Langlands programma en zijn verbanden met de representatietheorie, integreerbare systemen, meetkunde en natuurkunde. Samen met Dennis Gaitsgory en Kari Vilonen heeft hij de meetkundige Langlands conjectuur voor GL(n) bewezen. Zijn gezamenlijke werk met Robert Langlands en Ngô Bảo Châu stelde een nieuwe benadering voor van de functorialiteit van automorfische representaties en spoorformules. Hij heeft ook onderzoek gedaan (in het bijzonder in een gezamenlijk werk met Edward Witten) naar verbanden tussen de meetkundige Langlands correspondentie en dualiteiten in de kwantumveldentheorie.